# Visionneur de documents
Visionneur de documents ou Evince est un logiciel libre de visualisation des documents PDF et PostScript pour l'environnement de bureau GNOME. Le but d'Evince est de fournir un unique visionneur de documents, fiable, pour l'environnement GNOME.
Le projet Evince démarra comme une simple réécriture du code de GPdf. Evince est désormais le visionneur de documents par défaut sous l'environnement GNOME, et pourrait, à terme être remplacé par GNOME Documents, disposant des mêmes fonctions.

## Historique
Evince a vu le jour comme une réécriture du code source de GPdf, un ancien visualiseur de documents PDF pour l’environnement de bureau GNOME,. GPdf, qui reposait sur Bonobo et GTK+ 1.2, servait d'interface à Xpdf, puis à son successeur Poppler, mais était devenu difficile à maintenir.
Evince a été conçu pour remplacer les multiples visionneuses de documents de GNOME, notamment GPdf et GGV, par une seule application simple et conviviale. Dès sa version 2.12, sortie le 7 septembre 2005, Evince a été intégré à GNOME,.
À partir de GNOME 48 ou 49, Evince sera remplacé comme visionneuse de documents par Papers, une bifurcation du code d’Evince adaptée à GTK 4 et Libadwaita. Cette nouvelle application a été conçue afin d'éviter la complexité du portage d'Evince, un programme vieux de 20 ans, vers les technologies plus récentes de GNOME,. Selon Joey Sneddon, ce remplacement suit une tendance observée également pour d'autres applications historiques de GNOME, comme Gedit, Eye of GNOME ou Cheese, qui ont été respectivement remplacées par GNOME Text Editor, Loupe et Snapshot.

## Fonctions
Recherchefonctions intégrées de recherche affichant le nombre de résultats et mettant les résultats en surbrillance sur la page.
Vignettes de pagesles vignettes des pages vous permettent d'aller rapidement là où vous souhaitez dans un document. Les vignettes générées par Evince sont affichées dans la barre gauche du visionneur.
Indexation des pagesPour les documents qui le proposent, Evince permet d'afficher le sommaire du document pour aller rapidement d'une section à une autre.

## Formats de documents pris en charge
Evince prend en charge différents formats de documents à pagination simple ou multiple :

### Support intégré
- PDF grâce à Poppler.
- PostScript grâce à libspectre ou à libgs du projet Ghostscript.
- DVI.
- TIFF en pagination multiple.
- DjVu grâce à DjVuLibre.

### Support optionnel
- Diaporama ODP.
- Comics.
- Images (actuellement en guise de démonstration, nécessite des améliorations).
- XPS (avec libgxps).

### Support possible ou prévu
- Microsoft Powerpoint grâce à libpreview (actuellement assez sommaire et quelque peu expérimental).

## Fonctionnalités additionnelles
Evince supporte SyncTex, de façon native. SyncTex permet de lier un fichier PDF à sa source LaTeX, et autorise un aller-retour entre la visualisation du PDF et l'édition du LaTeX.
Les éditeurs suivants supportent SyncTex et l’interaction avec Evince :
- gedit, avec le plugin synctex (distribué avec le paquet gedit-plugins). Une fois ce greffon activé, il suffit de faire un Ctrl+Clic dans Evince pour aller à la ligne correspondante dans gedit ;
- Texmaker, idem ;
- emacs (utilisation de AUCTeX recommandée) ;
- Gummi aussi.